# Ternstroemia
Ternstroemia es un género con 243 especies de plantas de flores de la familia Pentaphylacaceae. 

## Especies seleccionadas
- Ternstroemia acrodantha
- Ternstroemia acuminata
- Ternstroemia africana
- Ternstroemia lineata
- Ternstroemia luquillensis
- Ternstroemia peduncularis DC. - copey vera[1]
- Ternstroemia sylvatica Schltdl. & Cham. - hierba del cura[1] (en México).
- Ternstroemia tepezapote

## Sinónimos
- Adinandrella, Amphania, Dupinia, Hoferia, Llanosia, Taonabo, Tila, Voelckeria